# Onur Bayramoğlu
Pour les articles homonymes, voir Bayramoğlu.
Onur Bayramoğlu est un footballeur turc né à Eskişehir le 4 janvier 1990. Évoluant au poste de milieu relayeur, il joue actuellement pour Eskişehirspor.

## Biographie
Il est le seul enfant de la famille, son père est un footballeur et un ancien joueur national de tennis de table. Sa mère est une ancienne joueuse d’escrime et de volley-ball.

### Carrière en club
Il commence sa carrière de footballeur en 2001 à DSİ Bentspor. En 2008, il commence sa carrière professionnelle à Bozüyükspor, équipe de la TFF 2. Lig. Il joue 17 matchs et marque 2 buts durant la saison 2008-2009.
Après une belle saison, il se fait repérer par les grands clubs turcs. Onur a été transféré en août 2009 au Beşiktaş et a signé un contrat de 5 ans.

### Carrière en équipe nationale
Onur débute avec la sélection turque des moins de 19 ans le 23 mars 2009 contre la Russie pendant un match amical. Il a joué 2 fois avec les moins de 19 ans et 2 fois avec les moins de 20 ans.